# 메르세데스-벤츠 O 405
메르세데스-벤츠 O 405(영어: Mercedes-Benz O405)는 1980년대 중반부터, 2000년대 초까지 메르세데스-벤츠가 통합 버스 또는 버스 섀시로 제조했던 단일 데커 버스였으며, 생산 중이였던 마지막 VöV SL-II 표준 버스다. 메르세데스-벤츠 O 305의 대체품으로 유럽, 영국, 오스트레일리아, 싱가포르에서 12,000대를 생산하여 널리 사용되었다.

## 도시형버스 모델
고상형 버전은 O405로 알려졌다. 3축 굴절식 모델명은 O405G로, 트롤리버스는 O405T로도 제작되었다. O405 MkI 및 O405 MkII로 지정된 두 세대의 O405가 있으며 대부분은 데니스 다트, Leyland Lynx, MAN NL262 및 MAN SL202와 같은 일부 버스에 사용된 이중 곡률 윈드 스크린, 별도로 장착된 목적지 표시기 및 팬터그래프 시스템 윈드 실드 와이퍼가 있는 박스형 지붕 돔 (약간 아치형)을 가지고 있다.

### O405 마크 I
O405 마크 I는 1980년대 중반과 1990년대 초 사이에 판매되었고, 1983년 9월에 공개되었다.157kW (210hp) 또는 184kW (250hp)의 출력을 가진 메르세데스-벤츠 OM447h 자연 흡기 엔진을 특징으로 한다. 선택적으로 사용할 수 있는 것은 150kW (205hp) 출력의 압축천연가스 (CNG) 엔진 모델 M447hG다. 엔진에 연결된 기어 박스는 일반적으로 메르세데스-벤츠 W3E110 / 2.2R 또는 메르세데스-벤츠 W4E112 / 2.2R (전자는 더 강력한 184kW 엔진을 처리할 수 있음) 이었지만 ZF 5HP와 같은 다른 기어박스도 있었다.

### O405 마크 II
O405 마크 II는 1990년대 초부터 1990년대 후반까지, 그리고 세계 일부 지역에서 2000년대 초까지 판매되었다. 일부에는 자연 흡기 엔진 (OM447h-II), 터보 차저 엔진 (OM447hA) 또는 터보차저 인터쿨링 엔진 (OM447hLA)이 있지만 일부 예에서는 184kW (250hp)의 출력을 제공하는 메르세데스-벤츠 OM447hA 터보 차저 엔진을 사용했다. 엔진에 연결된 기어박스는 ZF 4HP 500 또는 5HP 500 또는 Voith D864.3이었다.
1994년부터 차체는 M447hG Euro II 175kW (238hp) 압축천연가스 (CNG) 엔진과 함께 제공되었다.

## 저상버스 모델

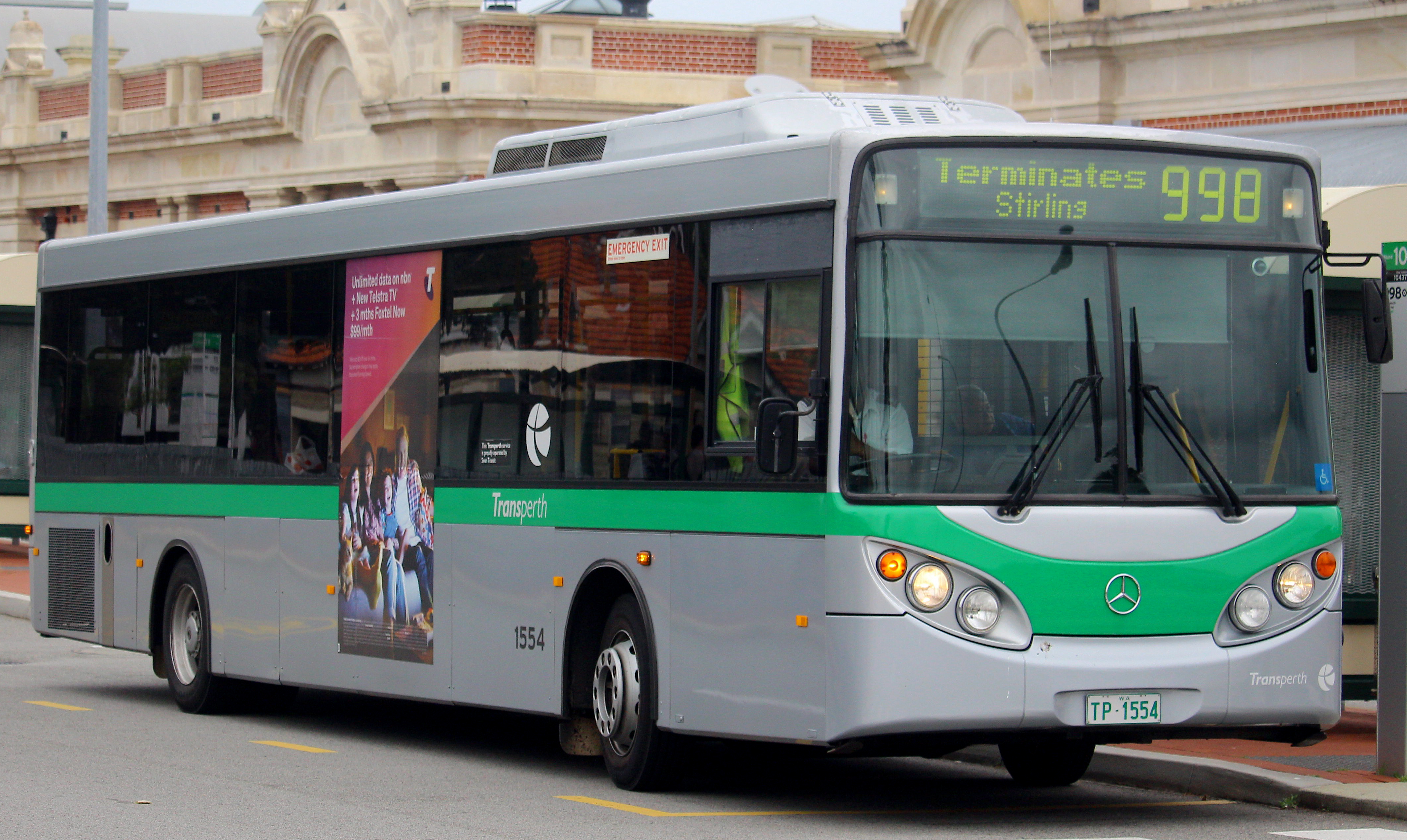